# Юлій (Фірцак)
Юлій Фірцак (нар. 22 серпня 1836, с. Худльово — пом. 1 червня 1912, Ужгород) — церковний ієрарх, єпископ Мукачівський, професор та ректор Ужгородської духовної семінарії (1876—1887), депутат державних зборів Угорщини (1887—1890).

## Життєпис
Юлій Фірцак народився 22 серпня 1836 року в с. Худльово, що на Ужгородщині в родині місцевого пароха Василя Фірцака. Закінчив духовну семінарію в Ужгороді, богослов'я вивчав у Центральній Богословській семінарії у Відні (1856—1859). Після рукоположення на греко-католицького священика 26 вересня 1861 року, єпископ Попович назначив його професором догматики в Ужгородській духовній семінарії. У 1876 році отримав гідність каноніка й був назначений ректором семінарії. В 1887 році його вибрали депутатом угорського парламенту. Завдяки високій освіченості та знанню багатьох європейських мов мав широкі зв'язки в угорських урядових колах.
17 грудня 1891 року Апостольський Престол іменував його Мукачівським єпископом. А висвятив його у Пряшеві 10 квітня 1892 року єп. І. Валій.

## Мукачівська кафедра
Час, коли Боже Провидіння покликало на Мукачівську кафедру єпископа-народовця Юлія Фірцака, це час, коли насильна мадяризація доходила вже до самого верху і в найкращих синів нашого народу з болем серця опускалися руки. Єпископ Фірцак, як відданий духовний батько, перш за все старався піднести в єпархії релігійне життя, боровся за відновлення у краї парафіяльних шкіл, а на той час із колишніх 471 церковних шкіл Мукачівської єпархії навчання проводилося тільки у 119. Через брак шкільних підручників вся наука обмежувалася до читання Псалтиря та навчання катехизму й церковного співу.

### Єпархіальні синоди
Для піднесення релігійного життя провів два єпархіальні синоди (1891 і 1903 рр.), якими старався відновити в Мукачівській єпархії духовне життя й любов до свого обряду. На першому, який відбувся в Ужгороді 30 вересня 1897 року, було розглянуто багато питань не тільки матеріального забезпечення церкви, але й відносно церковних шкіл, душпастирської праці та церковних організацій. Другий єпархіальний синод під керівництвом єп. Фірцака пройшов 8—12 вересня 1903 року. Синод діяв у чотирьох окремих комісіях, які розглянули — фінансові справи, життя духовенства, душпастирську працю і навчання релігії в парафіях та соціально економічну діяльність духовенства. Було прийнято рішення — катехизм і Біблію всюди навчати народною мовою, а також обновити монаший Чин св. Василія Великого.
За благословенням єпископа було відновлено в серпні 1895 року діяльність «Товариство святого Василія Великого», яке очолив тодішній ректор духовної семінарії кан. Іван Якович. На першому ж засіданні відновленої спілки священиків — народовців було вирішено видавати газету народною мовою. Так народилася 5 травня 1897 р., перша закарпатська народна газета «Наука», яку редагував віцеректор єпархіальної семінарії о. Юлій Чучка. В 1899 році спілка св. Василія запустила власну друкарню, яка почала видавати посібники для народних шкіл.
Культурна діяльність, яку розвернуло Товариство викликала розгромну критику в угорських часописах. Результатом наклепів була також інквізиція, здійснена міністерством внутрішніх справ проти товариства св. Василія Великого в 1899 році. Воно невдовзі після 1900 року змінилося на акціонерне товариство «Уніо», щоб, будучи торговою фірмою, не підлягати контролю адміністративних органів. Після цього в ньому розгорнулася дуже жвава діяльність, оскільки його співробітники працювали там безплатно, тільки в інтересах ідеї. Товариство видавало підручники, книги, «Науку», «Gorog katholikus Szemle», брошури і т. д. Відчуваючи в єпархії брак учительських сил, єп. Фірцак у 1903 році заснував жіночу учительську семінарію, з якої вийшло чимало визначних вчительок.

### «Рутенська акція»
На початку 1897 року єпископ склав «Меморандум про розвиток і підвищення рівня духовного й матеріального життя руськомовного народу північно-східних Карпат і Рутенії». Відповідаючи на цей захід, міністерство сільського господарства доручило добре відомому економісту-управителю Едмунду Егану (1851—1901) реорганізувати систему сільського господарства краю, спираючись на економічно раціональні принципи. Так розпочалася так звана «Верховинська акція». У рамках цієї акції Е. Еган старався завести племінну тірольську породу корів, для якої було багато пасовищ на верховинських міжгір'ях. Проводилася господарська освіта селян, почали засновувати споживчі та кредитні кооперативи, сільські майстерні для розвитку народних промислів (плетіння корзинок, вишивання, ткання і т. д.). Це було початком так званої «верховинської акції», яка тривала аж до 1901 року. До цієї акції від самого початку включилося багато священиків, які дбали про те, щоб різні починання цієї акції були реально впроваджені в життя.
Тому, що Фірцак старався піднести свій народ не тільки духовно, але також культурно й економічно і його діяльність почала давати перші результати, зокрема коли почали збільшуватися кооперативні товариства, лихварі почали, вжили всілякі заходи, аби перешкодити розпочатій акції. В угорських часописах, які перебували головним чином у руках жидів, з'являються нападки на єпископа Юлія Фірцака та духовенство, передусім на ужгородських професорів обвинувачуючи їх у панславізмі та інших гріхах. А те, що єпископ не дозволив богослужіння угорською мовою, то мадярська преса, закидала йому, що він переслідує мадярів. Цій кампанії в угорських мас-медіа, можна «завдячувати» також за наглу смерть Едмунда Еґана, якого недруги підступно вбили 20 вересня 1901 року.
За цей період багато було зроблено для соціально-економічного розвитку Закарпаття, в 1893 році розпочато будівництво залізниці Ужгород-В. Березний, у 1894 році — завершено будівництво залізниці Сігет-Ясіня, 1897 році в Ужгороді було збудовано реальну школу техніко-природничого профілю, у 1898 році в Ужгороді засновано школу глиняного посуду, у 1897 році збудовано перший телеграф Ужгород-Будапешт, у 1902 році збудована Ужгородська електростанція на 1 млн кВт·год, в 1905 році проведено кадастрове земельне впорядкування на Закарпатті, в 1907 році в Ужгороді збудовано театр. Так, станом на 1909 рік на Закарпатті уже нараховувалося 26 лозоплетілень, 10 килимарень, 58 банків та ощадкас, 166 кредитних кооперацій, 15 деревообробних підприємств, 6 організацій з виготовлення виробів з очерету.
Вістря верховинської акції було зведене в першій мірі проти корчмарів і лихварів, які протягом XIX століття немилосердно використовували бідного русина й довели до повного жебрацтва. П'янство стало проблемою суспільного життя закарпатців. Єпископ Фірцак у 1900 році наказав усім священикам Мукачівської єпархії закладати у своїх парафіях «Братство тверезості», вручаючи його під покровительство св. Івана Хрестителя. Газета «Наука» також друкувала на своїх сторінках антиалкогольні статті. В 1903 році з благословення єпископа Юлія Фірцака було засновано при кафедральному храмі «Товариство святого Рожанця», єпархіальним управителем якого владика призначив о. Андрія Карцубу. Урочиста інавгурація якого відбулася в празник Благовіщення по вечірні. Крім молитви на рожанці (вервиці), члени товариства складали приречення, що не будуть вживати алкогольних напоїв, що будуть остерігатися прокльонів, явних гріхів, а натомість обіцяли частіше приступати до св. Тайн, головно в Богородичні празники. В неділі і свята вони в церкві спільно молилися на вервиці та співали різні духовні пісні в честь Пречистої Діви Марії. Товариство було рівночасно поширювачем тверезого способу життя вірників та почитанням Пречистої діви Марії.

### «Церковне простопініє»
Єпископ Фірцак був ініціатором упорядкування церковного співу на Закарпатті. Бажаючи привести до ладу церковне життя у своїй єпархії, він звернув увагу і на церковний спів: доручив диригенту Ужгородського кафедрального храму, о. Івану Бокшаю зібрати та записати мелодії цілого богослужбового круга, щоб із них скласти альманах богослужбового співу, який мав стати обов'язковим у всіх церквах Мукачівської єпархії. По закінченні своєї праці Бокшай передав зібраний матеріал єпископу, а той наказав видати його друком. Так появилося у світ у 1906 році видання «Церковное Простопініє». З наказу єп. Фірцака ця книга стала головним посібником церковного співу в богословській та дяко-вчительській препарандії. З часом «Простопініе» стало стандартним збірником богослужбового співу у всіх закарпатських парафіях вдома і на поселеннях.
Помер єпископ Юлій Фірцак в Ужгороді, 1 червня 1912 року.

## Нагороди
- Командорський хрест ордена Леопольда (1897)[2].